# Circle D-KC Estates
Circle D-KC Estates is een plaats (census-designated place) in de Amerikaanse staat Texas, en valt bestuurlijk gezien onder Bastrop County.

## Demografie
Bij de volkstelling in 2000 werd het aantal inwoners vastgesteld op 2010.

## Geografie
Volgens het United States Census Bureau beslaat de plaats een oppervlakte van
24,1 km², waarvan 24,0 km² land en 0,1 km² water.

## Plaatsen in de nabije omgeving
De onderstaande figuur toont nabijgelegen plaatsen in een straal van 28 km rond Circle D-KC Estates.